# Robasacco
Robasacco é uma comuna da Suíça, no Cantão Tessino, com cerca de 109 habitantes. Estende-se por uma área de 2,8 km², de densidade populacional de 39 hab/km². Confina com as seguintes comunas: Bironico, Cadenazzo, Camorino, Contone, Isone, Medeglia, Pianezzo, Ponte Capriasca, Rivera, Sant'Antonio.
A língua oficial nesta comuna é o Italiano.